# .cu
.cu è il dominio di primo livello nazionale assegnato a Cuba.
Secondo CUBANIC sono stati registrati oltre 7 000 domini.

## Domini di secondo livello
Sono disponibili i seguenti domini di secondo livello:
- .co.cu
- .com.cu
- .cult.cu
- .edu.cu
- .gob.cu
- .inf.cu
- .nat.cu
- .net.cu
- .org.cu
- .sld.cu
- .tur.cu